# The Marcels

Marcels – Blue Moon

The Marcels waren eine US-amerikanische Vokalgruppe im Stil des Doo Wop der frühen 1960er Jahre.

## Anfänge
Die Marcels wurden 1959 in Pittsburgh (Pennsylvania) gegründet, als der Bariton Richard F. Knauss, nachdem er den Bass Fred Johnson gehört hatte, zusammen mit diesem beschloss, die besten Sänger der Stadt zu einem Vokalensemble zusammenzubringen. Für die Stimme des zweiten Tenors gewannen sie Gene J. Bricker und Ron „Bingo“ Mundy als ersten Tenor, als Leadsänger schließlich Cornelius Harp. Die neu gegründete Formation beschloss, sich nach einer Haarmode der damaligen Zeit Marcels zu nennen. Zunächst trat die Gruppe in Pittsburgh auf, bis der Manager Jules Kruspir auf sie aufmerksam wurde. Da die Gruppe kein eigenes Songmaterial hatte, nahm sie bekannte Doo-Wop-Songs auf, und Kruspir schickte ein Demoband an die Plattenfirma Colpix Records in New York, einem Sublabel von Columbia Records.
Stu Phillips, der A&R Manager von Colpix, holte die Gruppe nach New York, wo sie am 15. Februar 1961 in den RCA-Studios eine eigene Doo-Wop-Fassung des Klassikers Blue Moon von Glen Gray aus dem Jahr 1935 aufnahmen. Kurz nach der Aufnahme schickte die Firma ein Band mit dem Titel an den Discjockey Murray the K, der von dem Song so begeistert war, dass er das Lied 26 mal während seiner vierstündigen Radiosendung spielte. Die Resonanz beim Publikum war so groß, dass Colpix die Platte noch im Februar auf den Markt brachte.

## Das Erfolgsjahr 1961
Bereits am 6. März 1961 platzierte sich der Titel Blue Moon erstmals in den US-Billboard-Charts, erreichte am 27. März die Top 10 und verdrängte am 3. April Elvis Presleys Song Surrender vom Platz 1 der Charts, den Blue Moon drei Wochen lang halten konnte. Insgesamt hielt sich die Single 14 Wochen in den Charts. Auch in den R&B-Charts erreichte die Single den ersten Platz. In Großbritannien konnte der Titel ebenfalls den ersten Platz der Singles-Charts belegen. In den deutschen Singles-Charts landete der Titel auf Platz 13.
Am 16. März 1961 nahmen die Marcels sechs weitere Titel auf, am 11. April 1961 noch einmal fünf, darunter ihre nächste Single, Summertime aus der Oper Porgy and Bess von George Gershwin. Die Platte erreichte jedoch nur Platz 78 der Billboard Charts. Im Sommer des Jahres traten die Marcels zusammen mit Dion und Chubby Checker in dem Rock&Roll-Film Twist Around the Clock auf. Im Juli erschien das Album Blue Moon.
In der Originalbesetzung nahmen die Marcels insgesamt nur 18 Titel auf, denn im August 1961 verließen nach Auseinandersetzungen zwischen dem Manager Jules Kruspir und dem Ensemblegründer Richard Knauss dieser und Gene Bricker die Gruppe. Sie waren die beiden weißen Sänger in der gemischten Gruppe aus Weißen und Schwarzen. Sie wurden ersetzt durch den Bariton Alan Johnson, dem Bruder von Fred Johnson, und durch den zweiten Tenor Walt Maddox, sodass die Gruppe nur noch aus Schwarzen bestand.
Diese neue Besetzung nahm am 1. September 1961 die nächsten Songs auf, darunter den Titel Heartaches, ein Erfolg von Guy Lombardo aus dem Jahre 1931. Heartaches wurde der zweite und letzte Top-Ten-Hit der Gruppe und erreichte Platz 7 in den Billboard Pop-Charts und Platz 19 in den R&B-Charts.
Ende 1961 verließ Ronald „Bingo“ Mundy die Gruppe. Anfang 1962 versuchten die Marcels mit einem weiteren Song-Klassiker, My Melancholy Baby von Walter van Brunt aus dem Jahre 1915, in die Charts zu kommen. Die Single erreichte jedoch nur Platz 58. Die nachfolgende Single Twistin' Fever konnte sich nicht mehr in den Charts platzieren. Colpix veröffentlichte 1961 fünf Singles der Gruppe, ging vermehrt dazu über, zum Teil älteres Material neu als Singles herauszubringen.

## Weitere Karriere
Erfolge blieben ab 1962 aus, und Ende des Jahres verließ auch Cornelius Harp die Gruppe. Ein weiteres Album mit dem Titel Honestly Sincere (Colpix 454) erschien 1963. Als auch die weiteren drei Singles bis zum Sommer 1963 keinen Erfolg hatten, verließ die Gruppe Colpix Records und unterschrieb einen Vertrag bei Kyra Records. Den beiden 1964 bei Kyra erschienenen Singles war ebenfalls kein Erfolg beschieden, einen weiteren Plattenvertrag erhielten die Marcels nicht.
Nachdem 1964 auch Alan Johnson ausgeschieden war, stellte der Chef der Gruppe, Fred Johnson, ein Quartett zusammen, das aus Walt Maddox (Leadsänger), Richard Harris (Bariton), William Herndon (Tenor) und Fred Johnson (Bass) bestand. Erst 1973 erhielten die Marcels wieder einen Plattenvertrag, veröffentlichten zwischen 1973 und 1975 insgesamt sechs Singles bei vier verschiedenen Labeln, aber Erfolge blieben aus. Bis in die 1980er Jahre trat das Quartett weiter auf. Ein Comeback-Versuch 1982 von Maddox als Walt Maddox and the Marcels scheiterte 1983 nach zwei erfolglosen Singles.
Von den Marcels erschienen noch einige Alben, die aber zumeist neue Kompilationen des Songmaterials waren. So veröffentlichte Colpix (Colpix CP 520) einen Sampler unter dem Titel Heartaches mit 21 Aufnahmen. Bei Crystal Ball Records erschien Mitte der 1970er Jahre ein von Adam Pick produziertes Album des Marcels-Quartetts, auf dem Doo-Wop-Songs nachgesungen werden. 1986 veröffentlichte Murray Hills Records eine Kompilation alter Marcels-Titel (MHR LP #229).
Im Jahr 2002 wurde die Band in die Vocal Group Hall of Fame aufgenommen.
2006 wurde ihr Hit „Heartaches“ von Peugeot für einen Werbespot wiederentdeckt.

## Mitglieder
- Cornelius Harp
- Ronald „Bingo“ Mundy
- Gene Bricker
- Dick Knauss
- Fred Johnson

## Diskografie
Aufgelistet werden hier nur Titel, die sich in den herfür relevanten Charts platzieren konnten. Eine vollständige Singles-Diskografie findet man bei Warner, eine nicht ganz vollständige Diskographie der Singles und Alben bei Gribin / Schiff und eine Übersicht über die Alben mit Besetzung und enthaltenem Songmaterial bei Tilch.

### Singles
| Jahr | Titel Album        | Höchstplatzierung, Gesamtwochen, AuszeichnungChartplatzierungen (Jahr, Titel, Album, Platzierungen, Wochen, Auszeichnungen, Anmerkungen) | Höchstplatzierung, Gesamtwochen, AuszeichnungChartplatzierungen (Jahr, Titel, Album, Platzierungen, Wochen, Auszeichnungen, Anmerkungen) | Höchstplatzierung, Gesamtwochen, AuszeichnungChartplatzierungen (Jahr, Titel, Album, Platzierungen, Wochen, Auszeichnungen, Anmerkungen) | Höchstplatzierung, Gesamtwochen, AuszeichnungChartplatzierungen (Jahr, Titel, Album, Platzierungen, Wochen, Auszeichnungen, Anmerkungen) | Anmerkungen                    |
| Jahr | Titel Album        | DE | UK | US | R&B | Anmerkungen                    |
| ---- | ------------------ | --- | --- | --- | --- | ------------------------------ |
| 1961 | Blue Moon          | DE13 (8 Wo.)DE | UK1 (13 Wo.)UK | US1 (14 Wo.)US | R&B1 (11 Wo.)R&B | B-Seite: Goodbye To Love       |
| 1961 | Summertime         | — | UK46 (4 Wo.)UK | US78 (3 Wo.)US | — | B-Seite: Teeter Totter Love    |
| 1961 | Heartaches         | — | — | US7 (12 Wo.)US | R&B19 (3 Wo.)R&B | B-Seite: My Love For You       |
| 1961 | My Melancholy Baby | — | — | US58 (5 Wo.)US | — | B-Seite: Really Need Your Love |